# ヘラルト・セーヘルス
ヘラルト・セーヘルス（Gerard Seghers 、Geerard Seghersとも、1591年3月17日 – 1651年3月18日）は、17世紀フランドルで活躍した画家である。

## 略歴
アントウェルペンで宿屋の主人の息子に生まれた。兄に花環（"flower garland"）を多く描いたダニエル・セーヘルスがいる。宗教画や神話を題材にした絵を描いたアントウェルペンの画家、アブラハム・ヤンセンスに学んだとされ、1608年から1609年に画家組合の「親方」の資格を得た。1611年からイタリアやスペインに修業に出た。初め、ナポリのスペイン副王のもとで働き、その後ローマに移り、ローマでは「カラヴァッジオ派」の絵画に関心を持ち、すでに亡くなっていたカラヴァッジオの作品や、当時人気のあったカラヴァッジオ派の画家、バルトロメオ・マンフレディの作品を研究した。ローマを訪れていたヘラルト・ファン・ホントホルストのようなオランダやフランドルの画家たちとも交流したとされる。1616年からスペインに滞在した後、1620年にアントウェルペンに戻った。
1620年代のセーヘルスの作品にはカラヴァッジオ派の特徴が表れていたが1630年代になって、より明るい色使いが見られるようになった。この変化はフランドルで人気を得ていたピーテル・パウル・ルーベンスから新しい影響を受けたからだとされる.。
アントウェルペンでは多くの教会の祭壇画を描き画家として成功した。

## 作品

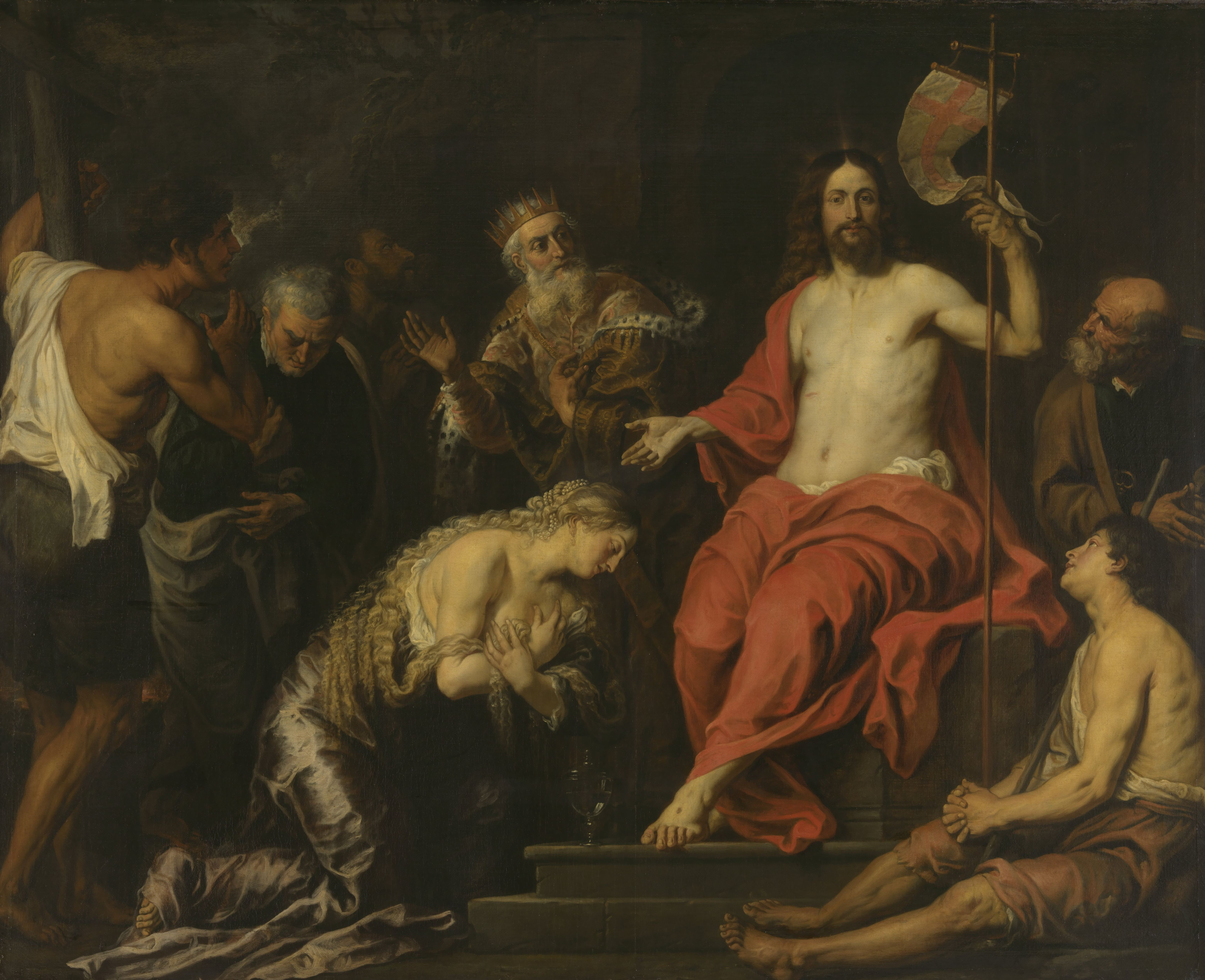
キリストと悔悛した罪人
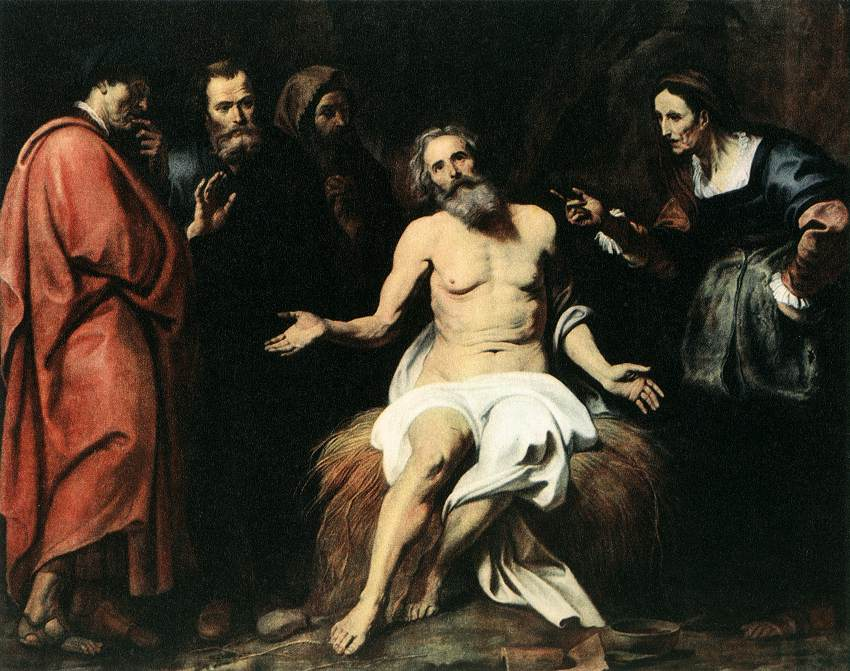
ヨブの忍耐
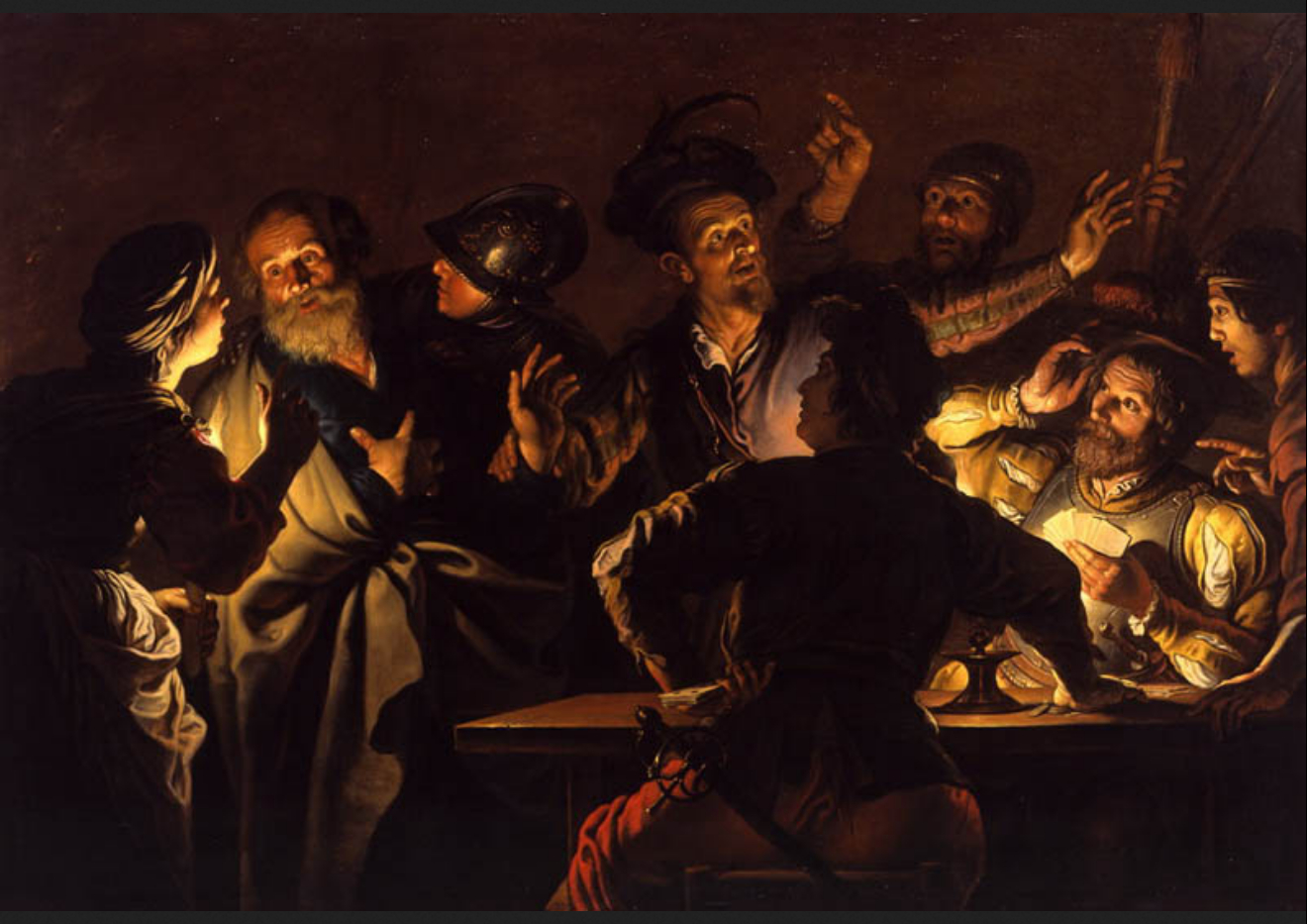
『聖ペテロの否認』

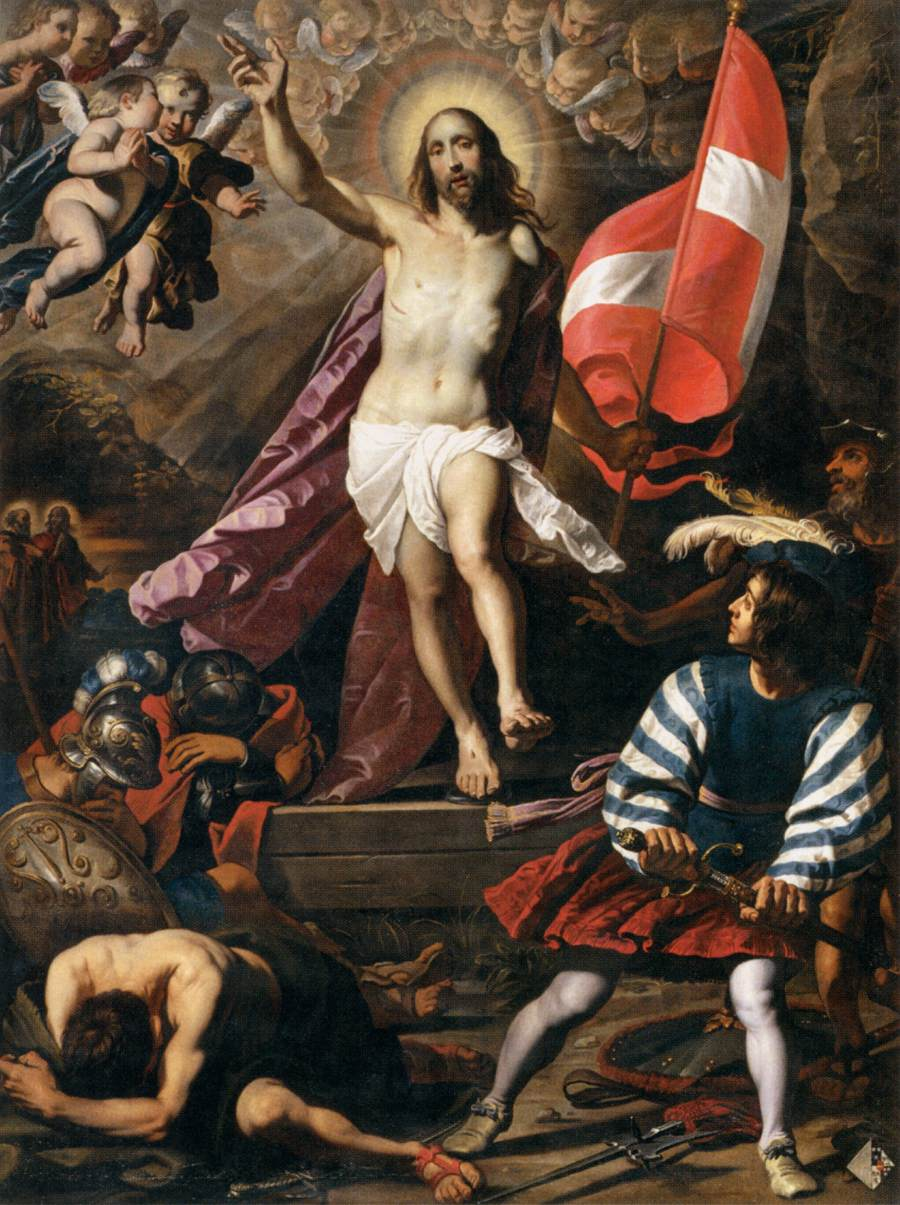
キリストの復活
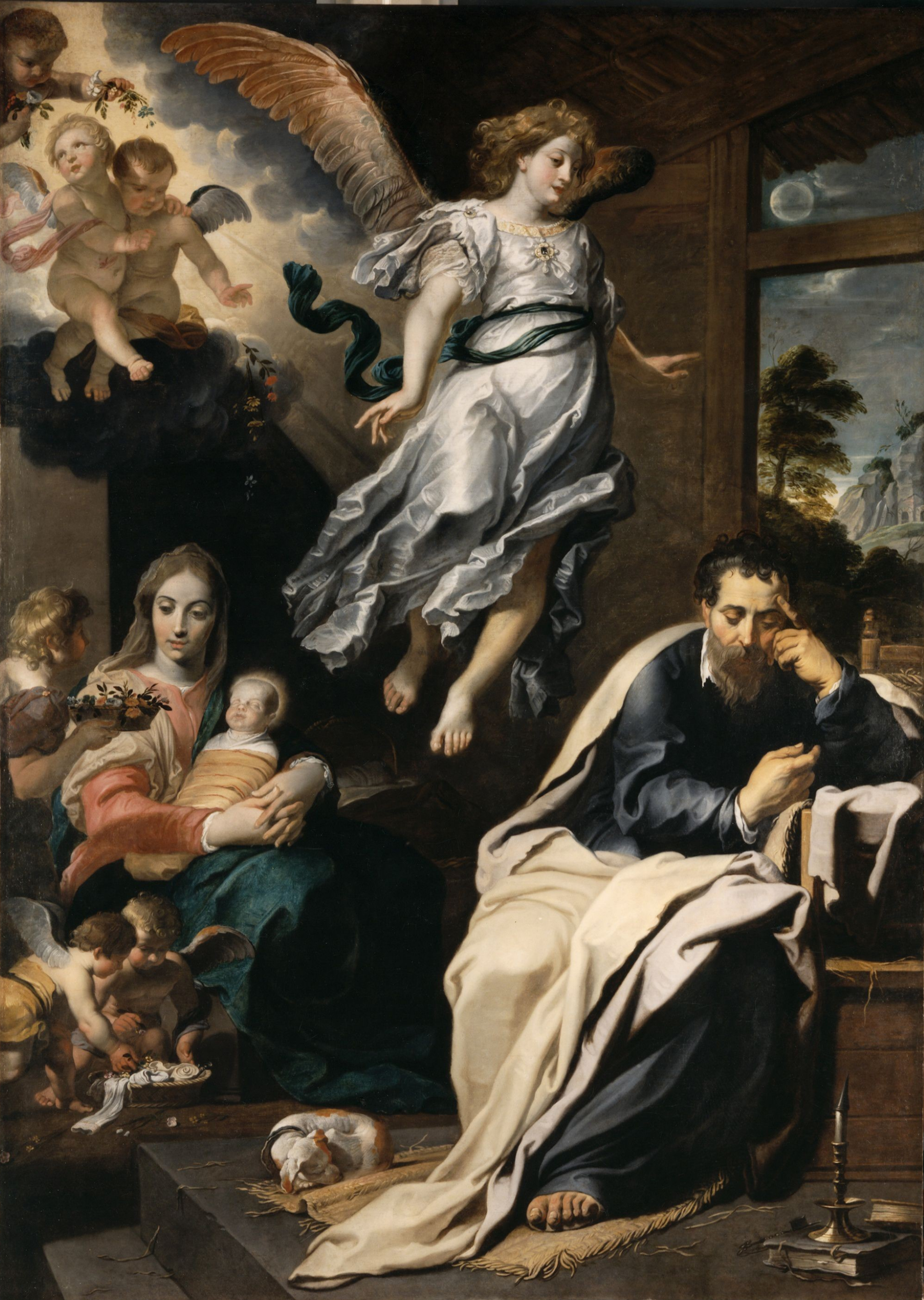
ヨセフの夢
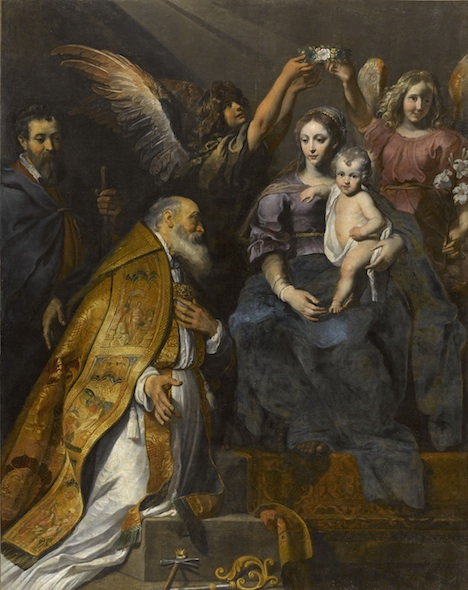
聖エリギウス
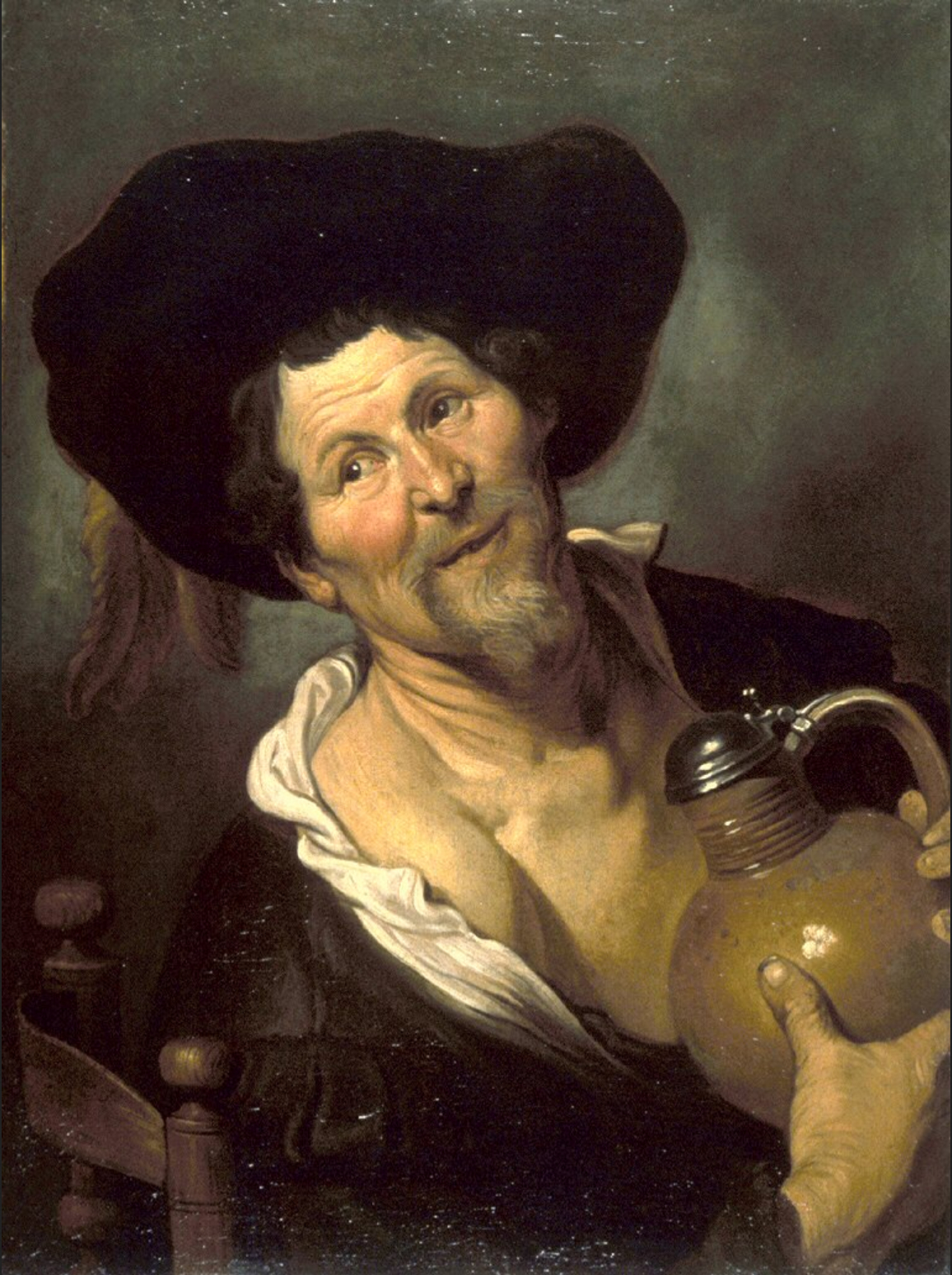
陽気な酒飲み